# Ploranera turdina septentrional
La ploranera turdina septentrional (Schiffornis veraepacis) és un ocell de la família dels titírids (Tityridae). Es troba a l'Amèrica Central i el nord-oest d'Amèrica del Sud: des del sud de Mèxic fins al nord de Perú. El seu hàbitat són els boscos tropicals i subtropicals de frondoses humits de les terres baixes i de l'estatge montà. El seu estat de conservació es considera de risc mínim.